# Isola di Altamura
L'isola di Altamura ((ES)  isla Altamura o isla de Altamura) è un'isola messicana del Golfo di California. È situata nella Bahía de Santa María, sulla costa dello stato messicano di Sinaloa, a sud-ovest dell'isola di Saliaca, dalla quale è separata attraverso un'area di acqua bassa. Si trova a 70 kilometri a ovest di Culiacán. Ha un'estensione di 101,17 kilometri quadrati, ed è larga all'incirca 40 kilometri mentre la sua larghezza varia dai 900 metri fino ai 3,7 kilometri. È una delle più grandi isole private del mondo.
È un'isola barriera con spiagge aperte e grandi dune di sabbia. Nella parte a sud vi è una "zona intertidale" composta da limo, argilla, sabbia e ghiaia. Nel resto dell'isola ci sono litorali; in particolare a nord-ovest ci sono le dune sabbiose di maggiori dimensioni.
L'isola è parte del complesso di isole della baia di Santa Maria, ed è abitata da una consistente varietà di fauna marina; in particolare da uccelli migratori e talvolta è possibile effettuare avvistamenti anche di balene.

## Storia
L'isola, con la sua denominazione attuale, compare per la prima volta all'interno del giornale messicano El Siglo Diez y Nueve del 9 novembre 1854 e, in particolare, all'interno del resoconto geografico di un non meglio precisato corrispondente di Guayamas:
(El Siglo Diez y Nueve, p. 3)
Dal resoconto dell'anonimo corrispondente si desume che, almeno fino al 27 settembre 1854, l'isola non compariva in nessuna delle mappe consultate. Sono state di recente avanzate alcune ipotesi sull'origine del toponimo dell'isola, il quale è formalmente identico a quello della città di Altamura. In particolare, in un'antica mappa del 1579 di Abramo Ortelio, compare il toponimo Atamirato il quale potrebbe benissimo essere un preesistente toponimo usato dai nativi americani oppure potrebbe essere derivato da Altamira, che si ritrova anche tra i cognomi di nobiluomini del Nuovo Mondo. Tale toponimo sarebbe poi diventato "Altamura" e, a tal proposito, degne di nota sono la presenza, nella regione messicana antistante all'isola, di missionari italiani nel Seicento e nel Settecento nonché l'opera denominata Bibliothecae Dominicanae (1677) dell'italiano Ambrogio del Giudice (detto "l'Altamura") che, tra le altre cose, aveva riportato le biografie di religiosi che evangelizzarono oppure vissero nell'odierno Messico.